# Publius (Heiliger)

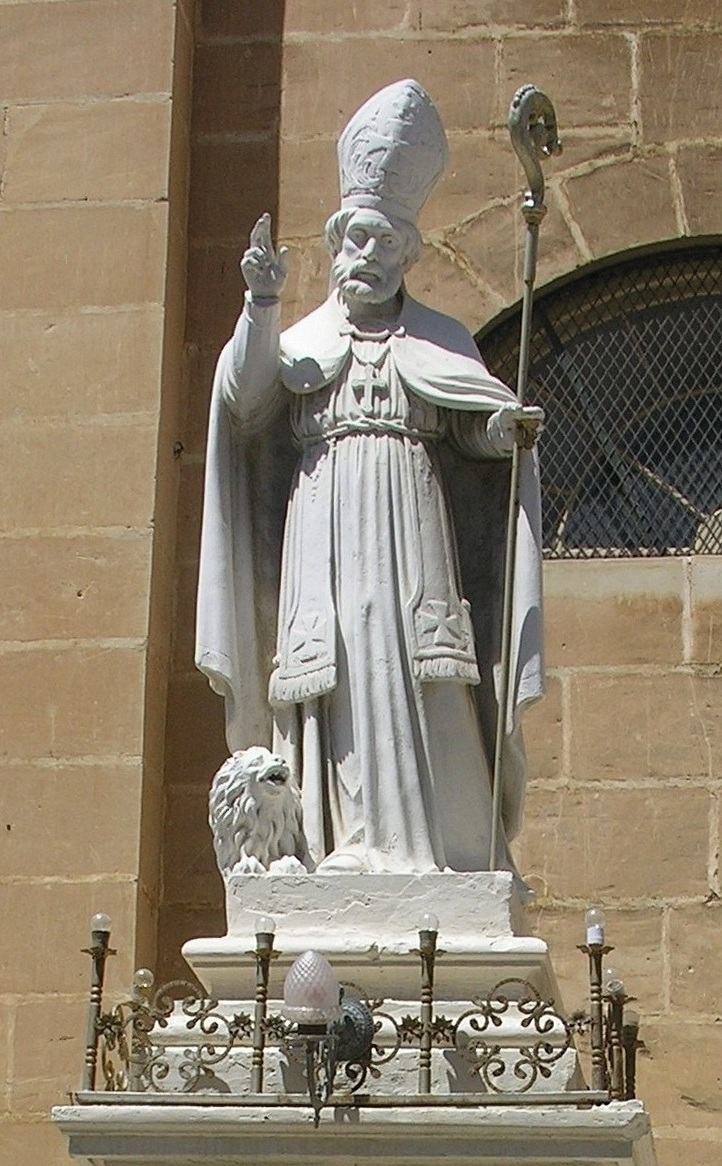
Statue des hl. Publius in Floriana

Publius (maltes.: Publju) († um 112 auf Malta oder 125 in Athen) war der Legende zufolge erster Bischof von Malta. Seine historische Existenz ist nicht gesichert.

## Geschichte und Verehrung
Das Christentum auf Malta lässt sich erst ab dem 4. Jahrhundert sicher nachweisen. Die Überlieferung sieht allerdings eine kontinuierliche Tradition, die bis zum Schiffbruch des Apostels Paulus auf Malta zurückreicht, der in der Apostelgeschichte beschrieben ist. Darin ist auch von einem Präfekten Publius die Rede, dessen Vater Paulus von Fieber und Ruhr geheilt habe (Apg 28,7 ). Eine andere Überlieferung sieht in Publius einen Bischof von Athen, der unter Kaiser Trajan im Jahr 125 das Martyrium erlitten habe.
Drei katholische Kirchen auf Malta sind dem Patrozinium des heiligen Publius unterstellt, der im ganzen Inselstaat verehrt wird: Floriana, L-Għarb und Ir-Rabat.
Der Gedenktag des Heiligen ist der 21. Januar.